# Moustafa Reyad
Moustafa Reyad (ur. 6 lutego 1966) – egipski piłkarz grający na pozycji prawego obrońcy. W swojej karierze rozegrał 5 meczów w reprezentacji Egiptu.

## Kariera klubowa
Swoją karierę piłkarską Reyad rozpoczął w klubie Al Merreikh Port-Said. W 1992 roku odszedł z niego do Al-Masry. W 1994 roku zmienił klub i został zawodnikiem Al-Ittihad Aleksandria, w którym grał do 2000 roku, czyli do końca swojej kariery.

## Kariera reprezentacyjna
W reprezentacji Egiptu Reyad zadebiutował 14 października 1994 w wygranym 5:1 meczu kwalifikacji do Pucharu Narodów Afryki 1996 z Tanzanią, rozegranym w Kairze. W 1996 roku powołano go do kadry na Puchar Narodów Afryki 1996. Rozegrał na nim jeden mecz grupowy, z Angolą (2:1). Od 1994 do 1996 rozegrał w kadrze narodowej 5 meczów.